# Bernard Lagat
Bernard Kipchirchir Lagat (né le 12 décembre 1974 à Kapsabet) est un athlète kényan naturalisé américain, pratiquant le demi-fond. Il fait partie des Kalenjins.

## Biographie
Lors des Jeux olympiques d'été de 2000 de Sydney, il finit sur le podium, devancé par son compatriote Noah Ngeny et le Marocain Hicham El Guerrouj. Puis, l'année suivante aux Championnats du monde d'athlétisme 2001 d'Edmonton il remporte la médaille d'argent.
En 2003, il déclare forfait aux Championnats du monde d'athlétisme 2003 de Paris, à la suite d'un contrôle antidopage positif à l'EPO subi, hors compétition, à Tübingen, en Allemagne. Un mois plus tard, la suspension sera levée par l'IAAF en raison de problèmes de procédure lors de la contre-expertise sur l'échantillon B devenu illisible.
En mars 2005, il a annoncé qu'il était naturalisé américain depuis le 7 mai 2004. Or, les lois en vigueur au Kenya disposent qu'un ressortissant de plus de 21 ans décidant de changer de nationalité perde automatiquement sa citoyenneté kényane. Il n'aurait donc pas dû participer aux Jeux d'Athènes où il était inscrit sous les couleurs kényanes (nationalité sportive).
Cette naturalisation est plus un choix de vie personnel comme le prouve sa domiciliation aux États-Unis depuis 1996 et non pas une simple histoire d'argent comme dans le cas de la plupart des changements de nationalités d'athlètes, dont le Kenya est le pays le plus particulièrement touché depuis 2003 et la naturalisation qatarienne du coureur de 3 000 m steeple Saif Saaeed Shaheen ex-Stephen Cherono.
Elle l'empêche de pouvoir participer aux Championnats du monde d'athlétisme 2005 en vertu de la loi qui oblige à attendre au maximum trois années avant de prendre part à une nouvelle compétition internationale. Il pourra toutefois participer aux compétitions individuelles telles que la Golden league.
Il remporte, pour les États-Unis, le 1 500 m et le 5 000 m aux Championnats du monde d'athlétisme 2007 à Ōsaka (Japon).
En juin 2011, Bernard Lagat remporte le 5 000 mètres des Championnats des États-Unis, qualificatif pour les Championnats du monde de Daegu.
Le 2 mai 2016, Lagat bat le record du monde vétéran du 10 000 m en 27 min 49 s.
Le 10 juin 2016, il remporte le 5 000 m des sélections olympiques américaines à Eugene, obtenant ainsi un record de cinq participations consécutives.
Fin 2018, le record des États-Unis de Lagat est mis à jour. En effet, jusqu'en 2018, la règle stipulait que de tels records étaient réalisés par les athlètes de citoyenneté américaine, sans précision du pays pour lequel il concourait. Le temps de 3 min 27 s 40 réalisé alors qu'il concourt encore pour le Kenya au Weltklasse Zurich devient le nouveau record des États-Unis.

## Palmarès

### International
| Année                       | Compétition                    | Lieu                  | Place                 | Épreuve               |                       |
| Représentant le Kenya       | Représentant le Kenya          | Représentant le Kenya | Représentant le Kenya | Représentant le Kenya | Représentant le Kenya |
| --------------------------- | ------------------------------ | --------------------- | --------------------- | --------------------- | --------------------- |
| 1999                        | Finale du Grand Prix           | Munich                | 2e                    | 1 500 m               |                       |
| 2000                        | Jeux olympiques                | Sydney                | 3e                    | 1 500 m               |                       |
| 2000                        | Finale du Grand Prix           | Doha                  | 2e                    | 1 500 m               |                       |
| 2001                        | Championnats du monde en salle | Lisbonne              | 6e                    | 3 000 m               |                       |
| 2001                        | Championnats du monde          | Edmonton              | 2e                    | 1 500 m               |                       |
| 2001                        | Finale du Grand Prix           | Melbourne             | 2e                    | 1 500 m               |                       |
| 2002                        | Championnats d'Afrique         | Radès                 | 1er                   | 1 500 m               |                       |
| 2002                        | Finale du Grand Prix           | Paris                 | 2e                    | 1 500 m               |                       |
| 2002                        | Coupe du monde des nations     | Madrid                | 1er                   | 1 500 m               |                       |
| 2003                        | Championnats du monde en salle | Birmingham            | 2e                    | 1 500 m               |                       |
| 2004                        | Championnats du monde en salle | Budapest              | 1er                   | 3 000 m               |                       |
| 2004                        | Jeux olympiques                | Athènes               | 2e                    | 1 500 m               |                       |
| 2004                        | Finale mondiale                | Monaco                | 4e                    | 1 500 m               |                       |
| Représentant les États-Unis |                                |                       |                       |                       |                       |
| 2005                        | Finale mondiale                | Monaco                | 2e                    | 1 500 m               |                       |
| 2005                        | Finale mondiale                | Monaco                | 1er                   | 3 000 m               |                       |
| 2006                        | Finale mondiale                | Stuttgart             | 2e                    | 1 500 m               |                       |
| 2007                        | Championnats du monde          | Ōsaka                 | 1er                   | 1 500 m               |                       |
| 2007                        | Championnats du monde          | Ōsaka                 | 1er                   | 5 000 m               |                       |
| 2008                        | Jeux olympiques                | Pékin                 | 9e                    | 5 000 m               |                       |
| 2008                        | Finale mondiale                | Stuttgart             | 1er                   | 3 000 m               |                       |
| 2008                        | Finale mondiale                | Stuttgart             | 6e                    | 1 500 m               |                       |
| 2009                        | Championnats du monde          | Berlin                | 3e                    | 1 500 m               |                       |
| 2009                        | Championnats du monde          | Berlin                | 2e                    | 5 000 m               |                       |
| 2009                        | Finale mondiale                | Thessalonique         | 2e                    | 3 000 m               |                       |
| 2010                        | Championnats du monde en salle | Doha                  | 1er                   | 3 000 m               |                       |
| 2010                        | Coupe continentale             | Split                 | 1er                   | 3 000 m               |                       |
| 2010                        | Coupe continentale             | Split                 | 1er                   | 5 000 m               |                       |
| 2011                        | Championnats du monde          | Daegu                 | 2e                    | 5 000 m               |                       |
| 2012                        | Championnats du monde en salle | Istanbul              | 1er                   | 3 000 m               |                       |
| 2012                        | Jeux olympiques                | Londres               | 4e                    | 5 000 m               |                       |
| 2013                        | Championnats du monde          | Moscou                | 6e                    | 5 000 m               |                       |
| 2014                        | Championnats du monde en salle | Sopot                 | 2e                    | 3 000 m               |                       |
| 2014                        | Coupe continentale             | Marrakech             | 3e                    | 3 000 m               |                       |
| 2016                        | Jeux olympiques                | Rio de Janeiro        | 5e                    | 5 000 m               |                       |

### National
- Championnats des États-Unis :
  - Plein air
    - 5 000 m : vainqueur en 2006, 2007, 2008, 2010, 2011, 2013, 2014 et 2016
    - 1 500 m : vainqueur en 2006 et 2008

  - Salle : 
    - 3 000 m : vainqueur en 2010 et 2011

## Records
| Épreuve      | Épreuve | Performance    | Lieu         | Date            |
| ------------ | ------- | -------------- | ------------ | --------------- |
| En plein air | 1 500 m | 3 min 26 s 34  | Bruxelles    | 24 août 2001    |
| En plein air | Mile    | 3 min 47 s 28  | Rome         | 29 juin 2001    |
| En plein air | 3 000 m | 7 min 29 s 00  | Rieti        | 29 août 2010    |
| En plein air | 5 000 m | 12 min 53 s 60 | Monaco       | 22 juillet 2011 |
| En salle     | 1 500 m | 3 min 33 s 34  | Fayetteville | 11 février 2005 |
| En salle     | Mile    | 3 min 49 s 89  | Fayetteville | 11 février 2005 |
| En salle     | 3 000 m | 7 min 32 s 43  | Birmingham   | 17 février 2007 |
| En salle     | 5 000 m | 13 min 07 s 15 | New York     | 11 février 2012 |